# In Sachen Adam und Eva
In Sachen Adam und Eva ist eine Theaterkomödie von Rudi Strahl, die am 5. September 1969 auf den Bühnen der Stadt Magdeburg uraufgeführt wurde.

## Handlung
Adam Schmitt und Eva Müller, beide 18-jährig, naiv und frischverliebt, wollen heiraten und suchen das Standesamt. Stattdessen geraten sie jedoch in einen Gerichtssaal, in dem über ihre Heiratsfähigkeit entschieden werden soll. Der Richter erklärt ihnen, dass der Staat die hohe Scheidungsrate senken will, deshalb soll nun nicht erst bei der Scheidung, sondern schon bei der Hochzeit nach Gründen gefragt werden. Kann das Paar keine überzeugenden Gründe für eine Heirat anführen, wird ihnen eine Wartefrist auferlegt.
Die beiden sind sehr verliebt ineinander und erzählen begeistert von ihrem Kennenlernen beim Campingurlaub an der Ostsee. Ihnen steht ein Anwalt zur Seite, der für eine Möglichkeit zur baldigen Heirat argumentiert. Ihnen gegenüber steht jedoch eine Gegenanwältin, die die Beziehung nüchterner betrachtet und auf mögliche Probleme hinweist: Die beiden kennen sich erst seit drei Wochen. Das Paar hat noch keine Wohnung und muss vorerst bei Adams Mutter wohnen, mit der sich Eva nicht gut versteht. Für Adams Fußball-Leidenschaft hat Eva zwar Verständnis, teilt sie jedoch nicht. Und über die Zukunft haben sie sich noch wenig Gedanken gemacht.
Als die Gegenanwältin erfährt, dass Adam bald seinen Wehrdienst ableisten muss, will sie dem jungen Paar verdeutlichen, dass die lange Trennung die Beziehung belasten könnte. Sie verwickelt Adam in eine Art Rollenspiel: Er soll sich vorstellen, er sei schon seit einem halben Jahr bei der NVA, fühle sich einsam, habe Ausgang und gerate in eine Bar. Die Anwältin spielt die Rolle der verführerischen Bardame. Sie bietet ihm aus der Thermosflasche des Protokollanten etwas zu trinken an, nicht wissend, dass sich darin tatsächlich Rum befindet. Unter dem Einfluss des Alkohols und seiner blühenden Fantasie lässt sich Adam tatsächlich von der Anwältin zu einem Kuss verführen. Eva weint und ist aufgelöst; nach einer Verhandlungspause versöhnen sich beide aber wieder, und Adam schwört, sich in der Realität nicht in eine solche Lage zu begeben und seine Freizeit lieber allein zu verbringen.
Die Gegenanwältin möchte nach der Gegenwart und der Zukunft des Paares nun auch über ihre Vergangenheit sprechen. Der Anwalt hält dies wegen des jungen Alters der beiden für unnötig, doch gerade da erscheinen Hela und Hansi im Gerichtssaal. Hela ist eine Freundin Evas, die Adam schon aus dem Campingurlaub kennt, und Hansi ist Evas Ex-Freund. Obwohl sie drei Jahre mit Hansi zusammen war, hat sie Adam bisher nichts von ihm erzählt, und auch Hansi weiß nichts von Adam. Nun ist Adam außer sich und droht, die Hochzeit platzen zu lassen. Er befürchtet, Eva könne ihn eines Tages genauso schnell vergessen, wie sie seinetwegen Hansi vergessen hat. Die beiden streiten sich, Anwalt und Richter machen ihnen aber bewusst, dass sie sich trotzdem immer noch lieben.
Es kommt zu den Schlussplädoyers: Die Gegenanwältin fordert angesichts der im Prozess aufgetretenen Spannungen eine Frist von sechs Monaten, der Anwalt fordert angesichts der Liebe des jungen Paares eine sofortige Freigabe zur Heirat. Das Gericht zieht sich zur Beratung zurück, kann sich aber keiner der beiden Seiten anschließen und lässt deshalb das Publikum im Saal abstimmen.
An dieser Stelle durchbricht der Richter die Fiktion des Heiratsgerichts: Er weist das junge Paar (und damit auch das Publikum) darauf hin, dass es in Wirklichkeit kein Gericht gibt, das ihnen diese Entscheidung abnimmt, sondern dass jedes Paar selbst sich den Fragen stellen muss, die in diesem Prozess gestellt wurden.

## Adaptionen
Der Rundfunk der DDR produzierte unter der Regie von Peter Groeger eine Hörspiel-Adaption, die Erstsendung war am 5. August 1970. Die Sprecher waren:
- Gunter Schoß: Adam
- Helga Sasse: Eva
- Fred Mahr: Richter
- Herbert Köfer: Anwalt
- Evamaria Bath: Gegenanwältin
- Rosemarie Quednau: Hela
- Reinhard Michalke: Hansi
- Werner Kamenik: Protokollant

Eine Aufführung des Stücks vor Publikum wurde vom Fernsehen der DDR aufgezeichnet und am 30. Oktober 1971 im ersten Programm ausgestrahlt. Regie führte Peter Hahn. 2017 erschien diese Aufzeichnung bei Studio Hamburg Enterprises auf DVD.
Die Besetzung der Fernsehinszenierung:
- Ralph Borgwardt: Richter
- Gunter Sonneson: Adam Schmitt
- Heidi Weigelt: Eva Müller
- Gerry Wolff: Anwalt Dr. Michaelis
- Annekathrin Bürger: Gegenanwältin Dr. Gabriel
- Frank Höhnerbach: Hansi
- Manuela Marx: Hela
- Friedrich Richter: Protokollant Schimmelpfennig
- Edith Lommatzsch: Beisitzerin
- Hans Krebs: Beisitzer

1980 erschien der sowjetische Film „Adam heiratet Eva“ (russisch Адам женится на Еве) vom Regisseur Wiktor Titow und mit Musik von Mikael Tariwerdijew.
- Alexander Solowjow: Adam
- Jelena Zyplakowa: Eva
- Sinowi Gerdt: Richter
- Alexander Kaljagin: Anwalt
- Tatjana Wassiljewa: Gegenanwältin
- Olga Maschnaja: Evas Freundin
- Alexander Sirin: Evas Freund
- Gotlib Roninson: Protokollant